# Lac Salitroso
Le lac Salitroso est un lac salé d'Argentine situé dans le nord-ouest du département de Río Chico de la province de Santa Cruz, en Patagonie. 

## Description
Le bassin versant du lac est endoréique, ce qui signifie que les apports d'eau ne sont pas suffisants pour alimenter un émissaire, et que l'évaporation compense exactement ces apports. Comme beaucoup de lacs endoréiques, il est salé, ce qui lui a valu son nom. 
La zone du bassin du lac Salitroso s'est progressivement déséchée depuis 2 à 3000 ans. Jadis, lors d'une époque plus humide, sa superficie et son volume d'eau étaient plus importants. 
Le lac Salitroso est situé à plus ou moins 12 kilomètres à l'est du lac Pueyrredón, et 9 kilomètres à l'est du lac Posadas.
Sa surface se trouve à une altitude de 134 mètres.

## Alimentation
Le lac est alimenté principalement par le río Blanco. Ce dernier recueille avant tout les eaux de fonte des glaces et des neiges du versant oriental du Cerro Belgrano (1 961 mètres). Le río Blanco  débouche du côté nord-est du lac.